# Гордеиха
Гордеиха — деревня в Рамешковском районе Тверской области.

## География
Находится в восточной части Тверской области на расстоянии приблизительно 26 км на восток-юго-восток по прямой от районного центра поселка Рамешки.

## История
Известна с 1646—1647 годов как деревня Собакино с 3 дворами, вотчина Кириллова монастыря, что на Белом озере. В 1678 году здесь 2 крестьянских двора и 1 бобыльский двор, в 1709 году — 1 крестьян¬ский двор и 2 пустых двора. В 1859 году в русской деревне Гордеиха (Собакино) было 22 дво¬ра, в 1887 — 28. В советское время работали колхозы «Гордеиха» и «Путь вперед». В 2001 году в деревне 11 домов местных жителей и 11 домов — собственность наследников и дачников. До 2021 входила в сельское поселение Ильгощи Рамешковского района до их упразднения.

## Население
Численность населения: 218 человек (1859 год), 172 (1887), 12 (русские 100 %) в 2002 году, 5 в 2010.